# Luca Oriel
Luca Oriel (29 marzo 1997) è un attore statunitense.

## Biografia
Luca Oriel è nato il 29 marzo 1997, figlio dell'attore Ray Oriel.
Ha esordito come attore nel 2008 nel film Lower Learning, non venendo però accreditato nei titoli, e l'anno seguente ha recitato nel film Wake. Nel 2013 ha recitato nel suo primo ruolo da protagonista in Calloused Hands.
Nel 2015 è entrato nel cast della serie televisiva Shameless nel ruolo di Derek Delgado, amico e interesse amoroso di Debbie Gallagher.
Nel 2019 ha recitato nel film thriller/horror Devil's Whisper.

## Filmografia

### Cinema
- Lower Learning, regia di Mark Lafferty (2008) Non accreditato
- Wake, regia di Ellie Kanner (2009)
- Quetzal, regia di Marc Levy - cortometraggio documentaristico (2010) Non accreditato
- Calloused Hands, regia di Jesse Quinones (2013)
- Devil's Whisper, regia di Adam Ripp (2019)

### Televisione
- Kid Edition, regia di Austin Devoren – film TV (2009)
- Bucket and Skinner's Epic Adventures – serie TV, 1 episodio (2012)
- Shameless – serie TV, 9 episodi (2015-2016)
- Shooter – serie TV, 2 episodi (2017)
- All Rise – serie TV, 1 episodio (2020)
- The Boys – serie TV, 1 episodio (2022)

## Doppiatori italiani
Nelle versioni in italiano delle opere in cui ha recitato, Luca Oriel è stato doppiato da:
- Emanuele Ruzza in All Rise

## Riconoscimenti
- 2017 – FANtastic Horror Film Festival
  - Nomination Miglior attore per Devil's Whisper